# Шульц, Альфред
Альфред Шульц (нем. Alfred Schulz; 27 октября 1903 — 3 апреля 1990) — немецкий футболист, а также футбольный тренер.

## Карьера

### Клубная
В бытность игроком Альфред Шульц выступал за «Вакер» из Галле на позиции крайнего нападающего. В сезоне 1927/28 вместе с командой он выиграл чемпионат Центральной Германии, в последнем матче победив со счётом 1:0 «Дрезднер». В розыгрыше чемпионата они уступили 8 июля 1928 года мюнхенской «Баварии» 0:3, а в кубке — «Нюрнбергу» с тем же счётом. В 1934 году они одержали победу в Гаулиге «Центр», а сам Шульц был вызван в сборную своего Рейхсгау.

### Тренерская
С сезона 1949/50 он руководил командой «Унион», которая получила такое название после советизации (в действительности, это был тот самый «Вакер», в котором он выступал в качестве игрока). В первый свой год в чемпионате ГДР он сумел занять пятое место, но уже в сезоне 1951/52 команда, которая теперь называлась «Турбине», стала обладателем титула чемпиона. В 1953 году Шульц переехал в ФРГ.
В 1953 году ему сразу же удалось возглавить бременский «Вердер», но помимо себя Шульцу удалось привести в клуб бывших игроков «Турбине» Эриха Хаазе и Отто Кнефлера. Команда с 1954 по 1958 год стабильно занимала места в верхней части турнирной таблицы Оберлиги «Север», но руководство «Вердера» решило пригласить Георга Кнёпфле. Шульц был смещён на должность руководителя второй команды.
В 1978 году ему вновь пришлось формально стать тренером «Вердера», поскольку назначенный Руди Ассауэр не имел необходимой тренерской лицензии. Последний матч этого дуэта прошёл 29 апреля 1978 года, Шульцу на тот момент было 74 года и 184 дня, что и по сей день является рекордом Бундеслиги по возрасту главного тренера.